# Marc-Antoine Camirand
Pour les articles homonymes, voir Camirand.
Marc-Antoine Camirand est un pilote automobile né le 30 avril 1979  à Saint-Léonard-d'Aston, Québec, au Canada.

## Carrière
Il débute en karting en 1991 à l’âge de huit ans. En 1993, il est champion du Québec de F-100 Junior. En 1994, il termine deuxième au championnat québécois de F-100 Senior. L’année suivante, il est champion canadien Super A.
En 1996, il passe à la Formule Ford 1600 et termine 13e au classement. En 1997, il est champion québécois.
De 1998 à 2001, il roule en Formule 2000. Recrue de l’année en 1998, vice-champion en 1999.
En 2002, il termine troisième de sa catégorie au Grand Prix de Mosport dans la série American Le Mans Series  et deuxième au Grand Prix de Trois-Rivières.
En 2003, il participe à la série Fran-Am et remporte la course de Watkins Glen.
Il tâte une première fois de la course d’endurance en 2004 en terminant 3e aux 6 heures du Mont-Tremblant.
De 2005 à 2008, il participe à la série Grand-Am Rolex et de 2009 à 2011 à la série Canadian Touring Car Championship.
Parmi ses autres activités en course automobile, il a participé au Challenge sur glace de Sherbrooke à quelques reprises. Il fait ses débuts en NASCAR Canadian Tire au Grand Prix de Trois-Rivières en 2013 et signe sa première pole position au même endroit l'année suivante.
Il est le pilote le plus victorieux de l’histoire du Grand Prix de Trois-Rivières avec onze victoires.